# Index lomu
Index lomu (značí se n nebo N) je bezrozměrná fyzikální veličina popisující šíření světla a všeobecně elektromagnetického záření v látkách. Jeho základní využití spočívá v modelování lomu světla na rozhraní látek, kterými se světlo šíří různou rychlostí (Snellův zákon), a také k výpočtům míry odrazu a průchodu světla ve Fresnelových rovnicích.

## Index lomu jako konstanta
V nejjednodušším případě – pro průhledné a čiré látky – lze index lomu n považovat za konstantu, vztahující se k celému rozsahu viditelného světla. V tom případě je index lomu vždy větší než 1 a rychlost šíření světla v dané látce v je určena vztahem
{\displaystyle v={\frac {c}{n}}},
kde c je rychlost světla ve vakuu. Takto definovaný index lomu se označuje jako absolutní index lomu. Absolutní index lomu lze také spočítat ze dvou parametrů dané látky: elektrického (relativní permitivita) a magnetického (relativní permeabilita) takto:
{\displaystyle n={\sqrt {\epsilon _{r}\mu _{r}}}}
Pro přechod z prostředí s indexem lomu {\displaystyle n_{1}} do prostředí s indexem lomu {\displaystyle n_{2}} se často používá relativní index lomu {\displaystyle n_{21}}, který je definován jako
{\displaystyle n_{21}={\frac {n_{2}}{n_{1}}}}
Pro přechod vlnění opačným směrem je index lomu
{\displaystyle n_{12}={\frac {1}{n_{21}}}}
Pomocí relativního indexu lomu lze psát
{\displaystyle n_{21}={\frac {v_{1}}{v_{2}}}},
kde {\displaystyle v_{1}} je rychlost šíření vln v prvním prostředí (s indexem lomu {\displaystyle n_{1}}) a {\displaystyle v_{2}} je rychlost šíření ve druhém prostředí (s indexem lomu {\displaystyle n_{2}}).
Na rovinném rozhraní dvou látek s různými indexy lomu dochází k lomu světla dle Snellova zákona:
{\displaystyle {\frac {\sin \alpha }{\sin \beta }}={\frac {v_{1}}{v_{2}}}={\frac {n_{2}}{n_{1}}}}
kde α je úhel svíraný daným proudem světla a kolmicí na rovinu dopadu na materiál a β je úhel svíraný proudem světla a kolmicí na rovinu dopadu ze strany materiálu, do kterého se dané světlo láme.
Absolutní index lomu některých látek je uveden v následující tabulce.
| Látka                  | index lomu |
| ---------------------- | ---------- |
| vakuum                 | 1          |
| vzduch (normální tlak) | 1,00026    |
| led                    | 1,31       |
| voda                   | 1,33       |
| ethanol                | 1,36       |
| opál                   | 1,44       |
| glycerol               | 1,473      |
| plexisklo              | 1,48       |
| sklo                   | 1,5 - 1,9  |
| kuchyňská sůl          | 1,544      |
| smaragd                | 1,56       |
| rubín                  | 1,75       |
| safír                  | 1,77       |
| křišťál                | 2          |
| diamant                | 2,42       |
| křemík                 | 4,01       |

Máme-li dvě prostředí, pak prostředí s větším absolutním indexem lomu se nazývá opticky hustší, a prostředí s menším absolutním indexem lomu se nazývá opticky řidší prostředí. Při přechodu z opticky hustšího prostředí do prostředí opticky řidšího je relativní index lomu menší než jedna. Naopak při přechodu z prostředí opticky řidšího prostředí do prostředí opticky hustšího je relativní index lomu větší než jedna.

## Frekvenčně závislý index lomu
Tak jako všechny optické konstanty je i index lomu obecně komplexní funkcí frekvence (resp. vlnové délky), N(ω)=n(ω) + i κ(ω), má tedy reálnou a imaginární část.

### Reálná část
Reálná část je zobecněním indexu lomu popsaného v předešlém odstavci. Látky se často vyznačují přítomností několika oblastí průhlednosti v elektromagnetickém spektru; v každé z nich je n téměř konstantní, přičemž tyto konstantní hodnoty rostou směrem k větším frekvencím.
Frekvenčně závislý index lomu také popisuje rychlost šíření světla v látce, avšak navíc je třeba rozlišovat mezi fázovou a grupovou rychlostí: zatímco fázová rychlost popisuje rychlost šíření ploch se stejnou fází vlnění, grupová rychlost se vztahuje k obálce amplitudy, neboli k rychlosti šíření signálu (informace).
Fázová rychlost má hodnotu:
{\displaystyle v(\omega )={\frac {c}{n(\omega )}}}
a grupová rychlost je rovna:
{\displaystyle v_{g}(\omega )={\frac {c}{n(\omega )+\omega {\frac {dn}{d\omega }}}}}
(jmenovatel se také označuje pojmem grupový index lomu).
Grupová rychlost nemůže přesáhnout hodnotu c ve shodě s teorií relativity; v opticky čerpaném prostředí (čerpání typu používaného v laserech) však může být záporná. Děje se tak vždy výhradně v oblasti, kde je současně velmi silná absorpce, což vyžadují Kramersovy-Kronigovy relace. V květnu roku 2006 oznámil tým Univerzity v Rochesteru (USA) vedený Robertem Boydem důkaz záporné grupové rychlosti v časopise Science – experiment prokázal, že se v takovém prostředí světelný puls šíří opravdu pozpátku,.
Naproti tomu fázová rychlost, která není spojena s přenosem informace, může nabývat téměř libovolných hodnot, vyšších než c nebo dokonce záporných (viz níže).

### Imaginární část
Index absorpce, κ(ω) udává míru útlumu procházejícího záření v dané látce pohlcením (absorpcí). Lze z něj určit např. absorpční délku da(ω) pomocí vztahu
{\displaystyle d_{a}={\frac {c}{2\omega \kappa }}}.
Urazí-li v dané látce záření o úhlové frekvenci ω vzdálenost da, poklesne jeho intenzita na hodnotu 1/e, tj. asi na 36,8 %.

### Značení
Obecně se index lomu značí n, ale protože doopravdy závisí index lomu na vlnové délce právě toho světla, jež se láme, tak se u materiálů většinou index lomu značí n s dolním indexem, ve kterém je písmenné označení vlnové délky - barvy světla, pro které daný index lomu platí.
Většinou se u materiálů v rychlosti uvádí index lomu nD, což je index lomu pro světlo z Fraunhoferovy čáry D, která odpovídá 589,26 nm vlnové délky světla (D-linie spektra Na).

Další možností měření, která se ještě poměrně často využívá je index lomu pro světlo odpovídající vlnové délce 670,784 3 nm, které se značí nLi a jedná se o α-linii spektra Li.

Lom světla v materiálu může nastávat ve směrech krystalografických os a takto změřené veličiny se pak značí např.: nDa nDb nebo nLic nebo pokud světlo dopadá na stěnu dvojlomného materiálu, tak dochází k jeho rozdělení na dva paprsky. Jeden z nich se nazývá řádný (ordinární) a označuje se nDř nebo nLiř, druhý paprsek se nazývá mimořádný (extraordinární) a označuje se nDm nebo nLim, podle toho jakým světlem se látka proměřuje.

## Záporný index lomu
Šíření elektromagnetických vln v látce popisují Maxwellovy rovnice spolu se vztahy D = ε E, B = μ H kde ε je komplexní permitivita a μ magnetická permeabilita. Záporný lom zkoumal v šedesátých letech 20. století sovětský fyzik V. G. Veselago, který si všiml, že kromě obvyklých řešení, kdy reálné části ε, μ a n jsou kladné, formálně existují i řešení se zápornými hodnotami těchto veličin. Předpověděl tak, že takovýto materiál by měl některé neobvyklé vlastnosti: lom světla by podle Snellova zákona obracel směr šíření paprsků vůči kolmici dopadu a fázová rychlost by byla záporná.
Vytvořit takovou látku ve formě tzv. metamateriálu se podařilo až po roce 2000, vždy však jen pro jednu frekvenci vlnění, navíc jen v oblasti mikrovlnného záření. Na sestavení podobných metamateriálů pro viditelné světlo pracují v současnosti některé výzkumné týmy; jeho použití by znamenalo významný pokrok v optice, neboť by umožnilo optické zobrazování objektů podstatně menších než vlnová délka použitého světla bez nutnosti používat skenující vlnovodnou sondu (tzv. SNOM). Nejde však jen o technologický vývoj - stále je potřeba vyřešit koncepční překážky, jako je prostorová disperze (tj. zejm. závislost efektivního indexu lomu na směru šíření) a především silná absorpce světla, která je předpovídána pro všechny struktury dosud navržené z realistických materiálů v optické nebo infračervené oblasti.